# Avoidance
Avoidance é uma série de televisão britânica de comédia dramática dirigida por Benjamin Verde. É estrelada por Romesh Ranganathan, Lisa McGrillis, Mandeep Dhillion, Jessica Knappett e Kieran Logendra. Estreou na BBC One em 10 de junho de 2022. Uma segunda temporada foi encomendada em maio de 2023.

## Elenco
- Romesh Ranganathan como Jonathan
- Lisa McGrillis como Courtney
- Jessica Knappett como Claire
- Mandeep Dhillon como Danielle
- Kieran Logendra como Spencer

## Produção
O projeto foi anunciado pela BBC em janeiro de 2022, com Benjamin Green e Romesh Ranganathan atuando como produtores executivos através da Ranga Bee e CPL Productions. Green dirigiu a série e Lisa McGrillis e Jessica Knappett como co-protagonistas. Algumas filmagens aconteceram em Bracknell, e Berkhamsted.

## Recepção
Lucy Mangan, do The Guardian, descreveu-o como "uma comédia terna, honesta e lindamente atuada sobre o teste final de masculinidade". O Daily Telegraph deu uma crítica negativa ao programa, chamando-o de "comédia chata e triste", com Marianka Swain dizendo: "Acho que deveríamos simpatizar com Jonathan, que pode ter alguns problemas de saúde mental subjacentes... Mas nestes dois episódios, de pelo que tenho visto, ele é essencialmente um buraco negro de negação e fracasso que está devorando todos ao seu redor”.